# NGC 3356
NGC 3356 este o galaxie spirală situată în constelația Leul. A fost descoperită în 17 aprilie 1784 de către William Herschel. Se află la o distanță de 75,51 de megaparseci de Pământ.